# The Skatalites
The Skatalites (ou The Ska-Talites) é uma banda de origem jamaicana de ska. O nome é formado pela mistura da palavra  Satellites com a palavra Ska.

## História
The Skatalites são considerados como os criadores do ska e, também influenciaram o rocksteady e o reggae, seus descendentes musicais derivam dos estilos tradicionais da  Jamaica.
As suas primeiras gravações de ska datam de junho de 1964, pórém, trabalharam anteriormente como banda de estúdio por bastante tempo para a gravadora/editora Studio One, gravando principalmente rhythm and blues. Os membros originais da banda obtiveram a sua formação musical a partir dos músicos de jazz da Jamaica. Por isso, embora se tenham inspirado em sons oriundos dos Estados Unidos da América (principalmente boogie woogie) e sons africanos, a música dos Skatalites contém muitos elementos próprios do jazz.
Os membros originais dos Skatalites foram Don Drummond (trombonista), Tommy McCook (saxofone e flauta), Roland Alfonso (saxofone), Lester Sterling (saxofone), "Dizzy Johny" Moore (trompetista), Lloyd Brevet (baixo) Lloyd Knnibb (bateria), Jackie Mittoo (piano e órgão), Jah Jerry Haines (guitarra).
The Skatalites gravaram junto com os Soundsystems no Studio One, de que eram uma banda estúdio. Chegaram a ser muito populares na Jamaica, visto que a maioria dos artistas como Bob Marley, Peter Tosh, Bunny Wailer ou os Toots & The Maytals gravaram com eles. A banda original dissolveu-se em 1965, ano em que o líder do grupo Don Drummond matou a esposa e foi internado no centro psiquiátrico De Bellevue, centro no qual morreu passados dois anos.
A banda reapareceu reformada como grupo em 1983 e na atualidade seguem ainda tocando, com a maioria dos membros substituídos.
A banda foi indicada duas vezes para o Grammy, na categoria Melhor Álbum de Reggae, em 1996 e em 1997.

## Membros

### Membros originais
- Don Drummond: trombone
- Tommy McCook: saxofone e flauta
- Roland Alfonso: saxofone
- Lester Sterling: saxofone
- Dizzy Johny Moore: trompete
- Lloyd Brevett: baixo, contrabaixo
- Lloyd Knnibb: bateria
- Jackie Mittoo: piano e órgão
- Jah Jerry Haines: guitarra

### Outros membros
- Cluet Skavoovie Johnson: baixo
- Devon James: guitarra
- Doreen Shaffer: voz
- Karl Cannonball Bryan: saxofone
- Ken Stewart: teclados
- Kevin Batchelor: trompete
- Val Douglas: baixo
- Vin Gordon: trombone

### Colaboradores
Colaboraram com a banda estes músicos:
- Aston Barrett : baixo
- Bob Marley: voz
- Bunny Wailer: voz
- Jimmy Cliff: voz
- Lord Tanamo: voz
- Peter Tosh: voz
- Prince Buster: voz
- Rico Rodríguez: trombone
- Toots Hibbert: voz

Além de:
- Audrey Adams: teclados
- Baba Brooks: trompete
- Dennis Ska Campbell: saxofone tenor
- Doreen Shaffer: voz
- Ernest Ranglin: guitarra
- Jackie Opel: voz
- Karl Bryan: saxofone barítono
- Laurel Aitken: voz
- Lloyd Richards: teclados
- Lyn Tait: guitarra
- Raymond Harper: trompete
- Tony Gregory: voz

## Discografia

### Álbuns de estúdio
- Ska Authentic (Studio One, 1964)
- The Skatalite! (Treasure Isle Records, 1969)
- The Legendary Skatalites (Top Ranking Records, 1976)
- African Roots (United Artists, 1978)
- Return of the Big Guns (Island Records, 1984)
- Ska Voovee (Shanachie, 1993)
- Hi-Bop Ska (Shanachie, 1994)
- Greetings from Skamania (Shanachie, 1996)
- Ball of Fire (Island Records, 1997)
- From Paris With Love (World Village, 2002)
- On the Right Track (AIM Records, 2007)
- Platinum Ska (Island Empire Records,  2016)

### Álbuns ao vivo
- Stretching Out (ROIR, 1987)
- In Orbit vol.1 - Live from Argentina (2005)

### Compilações
- Ska Authentic, Vol. 2 (Studio One, 1967)
- Skatalites and Friends - Hog in a Cocoa (Culture Press, 1993)
- Foundation Ska (Heartbeat, 1997)
- Skatalites and Friends at Randy's (VP Records, 1998)
- Nucleus of Ska (Music Club, 2001)
- Bashaka (2001)
- Ska Splash (Moonska, 2002)
- Ska-ta-shot (2002)
- The Skatalites and Friends - Phoenix City (Trojan Records, 2004)

#### Compilações com gravações inéditas

##### Gravações feitas nos anos 60
- Scattered Lights (Alligator, 1984)
- In the Mood for Ska (Trojan Records, 1993)
- I'm in the Mood for Ska (Trojan Records, 1995)
- Celebration Time (Studio One, 2002)
- Lucky Seven (2002)

##### Gravações feitas nos anos 70
- The Skatalites with Sly and Robbie and The Taxi Gang (Vista, 1983)
- Herb Dub - Collie Dub (Motion, 2001)

##### Gravações feitas nos anos 80
- Rolling Steady (The 1983 Music Mountain Sessions) (Motion, 2007)

### Singles e EPs

#### Pela Top Deck Records
- Ghost Town (7", Top Deck Records, 1964)
- "Confucius" / "Lonely And Blue Boy" (7", Top Deck Records)
- "Lawless Street" / "Chinatown" (7", Top Deck Records)
- Ringo - Oiwake (10", Top Deck Records)
- "Scattered Lights" / "Every Word I Say Is True" (7", Single, Top Deck Records)
- "The Reburial" / "Love Will Find A Way" (7", Single, Top Deck Records)

#### Pela Studio One
- "I Am Not A King" / "Baskin's Hop" (7", Single, Studio One)
- "Just Got To Be" / "El Pussy Ska" (7", Studio One)
- "Moving Away" / "Street of Gold" (7", Single, Studio One)
- "My Darling" / "Always On Sunday" (7", Single, Studio One)

#### Pela Coxsone Records
- "Correction Train" / "Killer Diller" (7", Coxsone Records)
- "Doctor Kildare" / "Lady In Red" (7", Single, Coxsone Records)
- "Don't Slam The Door" / "Put It On" (7", Coxsone Records)
- "Exodus" / "One Two Three" (7", Single, Coxsone Records)
- "I'll Never Grow Old" / "Song Of Love" (7", Single, Coxsone Records)
- "Indian Summer" / "Me Sir" (7", Single, Coxsone Records)
- "King Solomon" / "Ska Tom" (7", Coxsone Records)
- "Lee Oswald" (7", Coxsone Records)
- "Murderer" (7", Coxsone Records)

#### Pela Island Records
- "Running Around" / "Around The World" (7" EP, Island Records, 1964)
- "The Fits Is On Me" / "Good News" (7", Island Records, 1964)
- "Guns Of Navarone" / "Marcus Garvey" (7", Island Records, 1965)
- "Old Rockin' Chair" / "Song Of Love" (7", Island Records, 1965)
- "Independant Anniversary Ska (I Should Have Known Better)" / "Jumbie Jamboree" (7", Island Records, 1966)
- "Bonanza Ska" / "Get Up Edina" / "Beardman Ska" (7", Island Records, 1979)
- "Ball 'O' Fire" / "Can't Go On" (7", Island Records)

#### Pela Ska Beat Records
- "Vacation" / "Occupation" (7", Ska Beat, 1964)
- "Foul Play" / "Yard Broom" (7", Ska Beat, 1965)
- "Nuclear Weapon" / "Love Your Neighbour" (7", Ska Beat, 1965)
- "Really Now" / "Street Corner" (7", Ska Beat, 1965)
- "Occupation" / "Don De Lion" (7", Ska Beat)

#### Pela King Edwards
- "Jones Town Special" (The Skatalites) / "Ungodly People" (Eric Morris) - 7", KE005
- "Red China" (The Skatalites) / "Suddenly" (Eric Morris) - 7", Single, KE006
- "What A Scandal" / "I'm A Lonely Boy" (Shenley Duffus) - 7", Single, KE009
- "Lunch Time" (The Skatalites) - 7", Single, KE010
- "Man About Town" (The Skatalites) / "Love Can Make A Man" (Eric Morris) - 7", Single, KE011
- "Lon Chaney" (The Skatalites) / "Country Girl" (The Upsetters) - 7", Single, KE012

#### Pela Randy's
- "Black Joe" / "Passing Through" (7", Single, Randy's, 2007)
- "Don't Stay Out Late" / "Ska-Racha" (7", Single, Randy's, 2007)
- "Hello Mother" / "My Love" (7", Single, Randy's, 2007)
- Malcolm X (7", Randy's, 2007)
- "Revelation" / "Freedom Ska" (7", Single, Randy's, 2007)
- "Ska Easy" / "Ska Beat" (7", Single, Randy's, 2007)
- "Tribute To Nehru" / "Yagga Yagga" (7", Single, Randy's, 2007)
- "Collie Bud" / "Royal Charlie" (7", Randy's)
- Presenting Don Drummond (10", Randy's)

#### Por outros selos
- "Ska War" / "Perhaps" (7", Blue Beat, 1965)
- "A Rainbow" / "Just You And I" (7", Caltone, 1967)
- "I Am What I Am" / "Devil's Bug" (7", Rio, 1967)
- "Guns Of Navarone" (7", EP, Trojan Records, 1969)
- Sealing Dub (10", Not On Label, 2003)
- "One Cup Of Coffee" / "Snow Boy" (7", Beverley's Records)
- "Latin Goes Ska" / "Mighty Redeemer" (7", Single, Treasure Isle, 2006)
- "Really Now" / "Street Corner" (7", Treasure Isle)
- "Four Seasons" / "River Come Down" (7", Single, Giant)
- "North Coast" / "Kingston 11" (7", Single, Giant)